# Brent Carter
Brent Carter (Oak Park, 28 settembre 1948) è un giocatore di poker statunitense.

## Biografia
Carter ha vinto il suo primo braccialetto nel 1991 nel $1.500 No Limit Texas Hold 'em, sconfiggendo durante l'heads-up O'Neil Longson.
Ha vinto un secondo braccialetto nel 1994 al $1.500 Limit Omaha. Carter ha vinto anche un torneo nella specialità Ace-to-Five Draw Lowball nell'Hall of Fame Tournament.
Carter ha terminato ITM al Main Event delle WSOP 1991 (15º posto), 1992 (31º) e 1995 (3º).
Il 10 settembre 2008, Carter, che utilizza il nickname '92848 'su PokerStars, ha vinto un braccialetto nell'evento numero 11 delle World Championship of Online Poker (WCOOP), ossia il $ 320 Pot-Limit Omaha Hi/Lo . Ha dovuto battere 1.733 giocatori per poter vincere il primo premio di $ 88.383.
Al 2011, le su vincite nei tornei di poker superano i $3.000.000, dei quali oltre $1.300.000 derivano da piazzamenti alle WSOP.

## Braccialetti WSOP
| Anno | Torneo                  | Premio   |
| ---- | ----------------------- | -------- |
| 1991 | $1 500 No Limit Hold'em | $166 800 |
| 1994 | $1 500 Pot Limit Omaha  | $169 200 |